# Tanycypris
Tanycypris is een geslacht van kreeftachtigen uit de klasse van de Ostracoda (mosselkreeftjes).

## Soort
- Tanycypris alfonsi Nagler, Geist & Matzke-Karasz, 2014